# Wesele Samsona
Wesele Samsona (Samson zadający zagadkę gościom weselnym) – obraz holenderskiego malarza Rembrandta Harmenszoona van Rijn. Obraz sygnowany pośrodku u dołu: Rembrandt. f. 1638.
Samson był jednym z ulubionych bohaterów Rembrandta. Przedstawiał go w różnych epizodach opisanych w Starym Testamencie, często interpretując je na swój indywidualny sposób. Do najbardziej znanych należą Oślepienie Samsona, Samson i Dalila, Samson zdradzony przez Dalilę i Samson grożący teściowi.

## Geneza
Według Księgi Sędziów podczas przyjęcia weselnego Samsona i filistyńskiej dziewczyny, pan młody zadał zagadkę swoim gościom opartą na wydarzeniach, jakie przydarzyły mu się w drodze do domu przyszłej żony. Samson spotkał na drodze młodego lwa i dzięki mocy ducha Pana rozerwał zwierzę na pół, a swój czyn zachował w tajemnicy. Gdy powracał z wizyty u swej wybranki, zobaczył padlinę zabitego lwa, a w niej rój pszczół i miód. Zabrał miód i podarował go swojej rodzinie, nic nie mówiąc im o jego pochodzeniu. Podczas wesela utworzył zagadkę i zadał ją swoim gościom: 

Z tego, który pożera, wyszło to, co się spożywa, a z mocnego wyszła słodycz (Sdz. 14,14).

## Opis obrazu
Rembrandt wybrał moment, gdy Samson zadaje zagadkę zebranym gościom. Nie jest on jednak postacią centralną. Pośrodku stołu siedzi piękna panna młoda, skąpana w jasnym świetle. W ukazanej scenie widać zamiłowanie artysty do kultury wschodu; z wielkim kunsztem oddaje szczegóły egzotycznych strojów, zgromadzeni na wzór wschodni prawie leżą przy stole. Do postaci panny młodej pozowała prawdopodobnie żona Rembrandta Saskia. Jej postać zwrócona jest w stronę widza, w przeciwieństwie do innych gości zajętych rozmowami i spożywaniem posiłku. Wyjątkiem jest znajdująca się za wizerunkiem Samsona postać z fletem. Jest to autoportret Rembrandta, który również spogląda przed siebie. Obie postacie łączy fakt, iż zgodnie nie są zainteresowani otaczającymi ich wydarzeniami; Saskia i Rembrandt byli świeżo po ślubie (związek małżeński zawarli w 1634 roku). Być może małżeństwo Samsona miało nawiązywać również do małżeństwa artysty.   
Wesele Samsona spotkało się z dobrą opinią współczesnych. W 1640 roku malarz Philips Angel pisał o obrazie: 

...Można w nim dobrze zaobserwować, jak ten wielki umysł (Rembrandt) dzięki gruntownej znajomości rzeczy, którą przedstawił, ukazał sposób, w jaki siedzieli goście przy stole (...) Rembrandt przedstawił to bardzo trafnie... Był to owoc jego własnego, głębokiego pojęcia historii, owoc dobrego jej odczytania, zrozumienia i zastanowienia się nad nią.

## Proweniencja
Pierwotnie obraz znajdował się w kolekcji polskiego króla Augusta II. Od 1722 roku obraz znajduje się w kolekcji Galerii Drezdeńskiej (inv./cat.nr 1560).